# Cantó de Senlis
El cantó de Senlis és una divisió administrativa francesa del departament de l'Oise i del districte de Senlis. El cap cantonal és Senlis i agrupa 17 municipis.

## Municipis
| Municipi                | Població* | Codi postal | Codi INSEE |
| ----------------------- | --------- | ----------- | ---------- |
| Aumont-en-Halatte       | 482       | 60300       | 60028      |
| Avilly-Saint-Léonard    | 962       | 60300       | 60033      |
| Barbery                 | 518       | 60810       | 60045      |
| Chamant                 | 957       | 60300       | 60138      |
| La Chapelle-en-Serval   | 2 462     | 60520       | 60142      |
| Courteuil               | 631       | 60300       | 60170      |
| Montépilloy             | 159       | 60810       | 60415      |
| Mont-l'Évêque           | 480       | 60300       | 60421      |
| Mortefontaine           | 701       | 60128       | 60432      |
| Ognon                   | 133       | 60810       | 60475      |
| Orry-la-Ville           | 3 307     | 60560       | 60482      |
| Plailly                 | 1 580     | 60128       | 60494      |
| Pontarmé                | 585       | 60520       | 60505      |
| Senlis                  | 16 327    | 60300       | 60612      |
| Thiers-sur-Thève        | 979       | 60520       | 60631      |
| Villers-Saint-Frambourg | 582       | 60810       | 60682      |
| Vineuil-Saint-Firmin    | 1 464     | 60500       | 60695      |

* Dades del 1999

## Història
| Data d'elecció                           | Identitat         | Partit             | Qualitat            |
| ---------------------------------------- | ----------------- | ------------------ | ------------------- |
| 1945-1949                                | M. Mounet         | SFIO               |                     |
| 1949-1955                                | Alphonse Warusfel | RGR                |                     |
| 1955-1979                                | Paul Rougé        | dvd                |                     |
| 1979-1998                                | Pierre Boquet     | UDF-PR després dvd | Metge               |
| 1998-2011                                | Christian Patria  | UDF-FD després UMP | Agricultor, Diputat |
| 2011-…                                   | Jérôme Bascher    | UMP                | Gerent              |
| les dades anteriors no són pas conegudes |                   |                    |                     |